# Jacamar carablau
El jacamar carablau (Galbula cyanicollis) és una espècie d'ocell de la família dels galbúlids (Galbulidae) que habita la selva humida del nord-est del Perú i el Brasil.